# Australian Mathematical Society Medal
L'Australian Mathematical Society Medal è un premio dell'Australian Mathematical Society ad uno dei propri membri che abbia ottenuto dei risultati eccellenti nell'ambito della ricerca matematica. Il premiato deve avere meno di 40 anni, e una parte significativa della sua ricerca deve essere stata svolta in Australia.

## Vincitori
- 1981 Neil Trudinger
- 1982 Gavin Brown
- 1983 Leon Simon
- 1984 Richard Brent
- 1985 Nessun premiato
- 1986 Peter Hall
- 1987 Hyam Rubinstein
- 1988 Frank de Hoog
- 1989 Michael Cowling
- 1990 Brendan McKay
- 1991 Gerhard Huisken
- 1992 Michael Eastwood
- 1993 Peter Forrester e Nick Wormald
- 1994 Nessun premiato
- 1995 Adrian Baddeley
- 1996 Igor Shparlinski
- 1997 Michael Murray
- 1998 Murray Batchelor
- 1999 John Urbas
- 2000 Christine O'Keefe e Mathai Varghese
- 2001 Pier Bouwknegt, Alexander Molev, e Hugh Possingham
- 2002 Xu-Jia Wang
- 2003 Ben Andrews e Andrew Hassell
- 2004 Nessun premiato
- 2005 Terence Tao
- 2006 Andrew Mathas
- 2007 Nessun premiato
- 2008 Shahar Mendelson
- 2009 Steve Lack e Ian Wanless
- 2010 Kate Smith-Miles
- 2011 Todd Oliynyk
- 2012 Anthony Henderson e Stephen Keith
- 2013 Craig Westerland
- 2014 Josef Dick